# Höllrigl József
Höllrigl József (Nyitra, 1879. március 19. – Budapest, Ferencváros, 1953. május 26.) régész, művészettörténész.

## Élete
Höllrigl Ferenc és Medveczky Szidónia fia. Tanulmányait előbb a nyitrai piarista gimnáziumban 1897-ben érettségivel (ahol Ethey Gyula és Lelley Jenő osztálytársa volt), majd az Országos Mintarajziskolában és Rajztanárképzőben végezte.
1904–1919 között a nyitrai főgimnázium rajztanára, egyúttal a Nyitra Vármegyei Múzeum vezetője 1907–1919 között. 1919-ben a Magyar Nemzeti Múzeum régiségtárába osztották be.  1932-1933-ban Molnár Józseffel Csenger középkori református templomában a Csaholyi és a Melith család sírboltjait tárta fel. 1937–1939 között nyugalomba vonulásáig az Iparművészeti Múzeum vezetője volt.
A középkor magyar kerámiatörténeti és üvegművészeti, valamint viselettörténeti kutatásai maradandó és útmutató értékűek. Tanítványa volt többek között Várkonyi Nándor is, aki így írta le emlékirataiban:

„A gimnázium a piarista rendé volt, de elegendő szerzetes híján civil tanárokat is foglalkoztatott. A rajzot és az alsóbb osztályokban a mértant ugyancsak civil tanár tanította:  Höllrigl József. Nem született pedagógusnak, az álláskényszer terelte erre a pályára; rendet, fegyelmet tartani nem bírt, annál kevésbé, mivel művésztemperamentum lakozott benne, továbbá kifinomult ízlés és széles körű, magas szintű műveltség; röviden: kultúrember volt a javából, s végül, de nem utoljára: a vármegyei múzeum „őre”. Mint ilyen, all round muzeológus, hasonlóan akkori kartársaihoz 63 vármegyében ...  ”

– Várkonyi Nándor: Pergő évek

Budapesten hunyt el, 1953. május 26-án, halálát kétoldali gennyes vesemedence-gyulladás és idült hólyaghurut okozta.

## Művei
- 1924 Kossuth-emlékkiállítás. (tszerk. Bartoniek Emma)
- 1930 Árpádkori keramikák. Archaeologiai Értesítő 44.
- 1931 Középkori magyar keramika. Magyar Művészet.
- 1934 A csengeri ref. templom kriptájának leletei. Arch. Ért. 47.
- 1935 Rákóczi emlékkiállítás. (tsz. Tóth Zoltán, Zichy István)
- 1938 Magyar viselettörténeti kiállítás.
- 1938 Visegrádi kis cserépszoborfej.
- 1937 A 100 éves Nemzeti Színház emlékkiállítása. (tsz. Zichy István)
- 1939 Régi magyar üvegek. Magyar Műv. X.
- 1940 Magyar és törökös viseletformák a XVI–XVII. században. Magyar művelődéstörténet III.
- 1944 Régi magyar ruhák. Budapest.
- 1948 Historic Hungarian costumes. Budapest.